# 宇田川瞬矢
宇田川 瞬矢（うだがわ しゅんや、2003年7月29日 - ）は、埼玉県川越市出身の陸上競技選手。専門は障害物競走・長距離走。東京農業大学第三高校卒業、現在は青山学院大学総合文化政策学部・総合文化政策学科に在学中。

## 経歴

### 高校時代まで
川越市立名細中学校を卒業後、東京農業大学第三高校に進学。進学後は陸上競技部に入部し、高校1年生時に関東地区高校駅伝において26分1秒12で36位という成績を収めた。さらに翌年には埼玉県高校駅伝において、25分13秒で3位に入るなど、成績を向上させる。しかし、高校3年生となった翌年は、埼玉県高校総体陸上（インターハイ埼玉県予選）で1500mで1位に輝き、その後の関東高校陸上競技会北関東ブロックでも同じ種目で1位を獲得する。迎えたインターハイでは予選2組でのちに早稲田大学の主力となる山口智規(学法石川高校)や間瀬田純平(鳥栖工業高校)に先着し、1着で予選を通過した。決勝では11位となったが、佐藤圭汰(洛南高校)が400mを57秒、800mを1分56秒、1000mを2分27秒とハイペースで飛ばしていくなか、佐藤にただひとり食らいつく活躍を見せた。また、のちに青山学院大学の後輩となる鈴木千翔(伊賀白鳳高校)も決勝を走り、15位となっている。5000mでも好成績を残しており、これらの活躍を見せ、全国にその名を轟かせた。なお、埼玉県北部地区の1500mの地区記録を持っている。

### 大学時代
青山学院大学入学後は陸上競技部に入部し、大学1年生時に日本体育大学長距離競技会において5000mタイム14分10秒15を記録し3位になる。1500mでも5位、関東インカレでは1位、全日本インカレで5位と1年時から好成績を収める。一方、世田谷246ハーフマラソンでは54位に終わるなど苦しい結果になる大会もあった。大学2年生時には、日本学生陸上競技個人選手権の1500mとMARCH対抗戦の10000mで1位を獲得した。世田谷246ハーフマラソンでは順位を大きく上げて8位と、確かな成長を見せた。2024年の第100回箱根駅伝では最終10区で区間2位の成績を残し、2年ぶりの総合優勝に貢献した。
2024年10月14日の第36回出雲駅伝では4区を担当し、1位で襷を受ける。しかし、駒澤大・伊藤蒼唯に追い抜かれトップを明け渡した。青学大は5区で國學院大にも抜かれ、1分差の3位に終わった。
2025年の第101回箱根駅伝では1区を担当。宇田川自身は区間10位にとどまったが、チームは2区以降巻き返し総合2連覇を飾った。

## 戦歴・記録

### 大学三大駅伝
| 学年               | 出雲駅伝                    | 全日本大学駅伝        | 箱根駅伝                           |
| ------------------ | --------------------------- | --------------------- | ---------------------------------- |
| 1年生 （2022年度） | 第34回 ― - ― 出場なし       | 第54回 ― - ― 出場なし | 第99回 ― - ― 出場なし              |
| 2年生 （2023年度） | 第35回 ― - ― 出場なし       | 第55回 ― - ― 出場なし | 第100回 10区-区間2位 1時間09分21秒 |
| 3年生 （2024年度） | 第36回 4区-区間5位 17分58秒 | 第56回 ― - ― 出場なし | 第101回 1区-区間10位 1時間02分51秒 |